# جرالد گرین
جرالد گرین (انگلیسی: Gerald Green؛ ۸ آوریل ۱۹۲۲ – ۲۹ اوت ۲۰۰۶) یک فیلم‌نامه‌نویس، رمان‌نویس، روزنامه‌نگار و نویسنده اهل ایالات متحده آمریکا بود.
او تا کنون بابت نویسندگی فیلم‌نامه و نمایش‌نامه، برندهٔ جوایز گوناگونی شده است که از آن میان می‌توان به «جایزه امی ساعات پربیننده» بابت بهترین نویسنده درام تلویزیونی «هولوکاست» اشاره کرد.
فیلم‌نامهٔ «آخرین مرد خشمگین» نیز بر پایهٔ رمانی از او نگاشته شده است.